# Phaenicophaeinae
Phaenicophaeinae é uma subfamília de grandes aves da família Cuculidae, que inclui os malcoas, cuas e cucos-terrestres. O nome malcoa é derivado da palavra cingalesa para o Phaenicophaeus pyrrhocephalus; mal-koha que significa literalmente cuco-flor. Todas as espécies de malcoas e cucos-terrestres são nativas de regiões tropicais da Ásia e Oceania. Enquanto os cuas são restritos a ilha de Madagáscar. Existem duas espécies do gênero Ceuthmochares que ocorrem na África tropical.

## TriboPhaenicophaeini

### GêneroRhinortha
| Imagem | Nome científico       | Nome comum      | Distribuição                 |
| ------ | --------------------- | --------------- | ---------------------------- |
|        | Rhinortha chlorophaea | Malcoa-castanha | Malay Pen., Sumatra e Bornéu |

### GêneroCeuthmochares
| Imagem | Nome científico         | Nome comum  | Distribuição                                     |
| ------ | ----------------------- | ----------- | ------------------------------------------------ |
|        | Ceuthmochares aereus    | Cucal-azul  | África ocidental e central                       |
|        | Ceuthmochares australis | Cucal-verde | Etiópia e Somália ate Moçambique e África do Sul |

### GêneroTaccoua
| Imagem | Nome científico        | Nome comum     | Distribuição                 |
| ------ | ---------------------- | -------------- | ---------------------------- |
|        | Taccocua leschenaultii | Malcoa-sirquir | Paquistão, Índia e Sri Lanka |

### GêneroZanclostomus
| Imagem | Nome científico        | Nome comum              | Distribuição                  |
| ------ | ---------------------- | ----------------------- | ----------------------------- |
|        | Zanclostomus javanicus | Malcoa-de-bico-vermelho | Pena Malaia. e Grandes Sundas |

### GêneroRhamphococcyx
| Imagem | Nome científico             | Nome comum        | Distribuição |
| ------ | --------------------------- | ----------------- | ------------ |
|        | Rhamphococcyx calyorhynchus | Malcoa-da-celebes | Sulawesi     |

### GêneroPhaenicophaeus
| Imagem | Nome científico               | Nome comum                 | Distribuição                                                      |
| ------ | ----------------------------- | -------------------------- | ----------------------------------------------------------------- |
|        | Phaenicophaeus diardi         | Malcoa-de-barriga-preta    | Brunei, Indonésia, Malásia, Mianmar, Cingapura e Tailândia.       |
|        | Phaenicophaeus sumatranus     | Malcoa-de-barriga-castanha | Brunei, Indonésia, Malásia, Mianmar, Cingapura e Tailândia.       |
|        | Phaenicophaeus viridirostris  | Malcoa-de-face-azul        | Índia peninsular e Sri Lanka.                                     |
|        | Phaenicophaeus tristis        | Malcoa-de-bico-verde       | Subcontinente Indiano e Sudeste Asiático                          |
|        | Phaenicophaeus curvirostris   | Malcoa-de-peito-castanho   | Sudeste Asiático de Mianmar até Java Oriental, Filipinas e Bornéu |
|        | Phaenicophaeus pyrrhocephalus | Malcoa-de-face-vermelha    | Sri Lanka                                                         |

### GêneroDasylophus
| Imagem | Nome científico          | Nome comum                | Distribuição        |
| ------ | ------------------------ | ------------------------- | ------------------- |
|        | Dasylophus superciliosus | Malcoa-de-crista-vermelha | norte das Filipinas |
|        | Dasylophus cumingi       | Malcoa-frisado            | norte das Filipinas |

## TriboCouini

### GêneroCoua
| Imagem | Nome científico | Nome comum            | Distribuição |
| ------ | --------------- | --------------------- | ------------ |
|        | Coua delalandei | Cua-caracoleiro       | Madagáscar   |
|        | Coua cristata   | Cua-de-crista         | Madagáscar   |
|        | Coua verreauxi  | Cua-pequeno           | Madagáscar   |
|        | Coua caerulea   | Cua-azul              | Madagáscar   |
|        | Coua ruficeps   | Cua-de-coroa-vermelha | Madagáscar   |
|        | Coua reynaudii  | Cua-de-testa-vermelha | Madagáscar   |
|        | Coua coquereli  | Cua-sacalava          | Madagáscar   |
|        | Coua cursor     | Cua-corredor          | Madagáscar   |
|        | Coua gigas      | Cua-gigante           | Madagáscar   |
|        | Coua serriana   | Cua-de-peito-vermelho | Madagáscar   |

### GêneroCarpococcyx
| Imagem | Nome científico      | Nome comum                      | Distribuição                       |
| ------ | -------------------- | ------------------------------- | ---------------------------------- |
|        | Carpococcyx renauldi | Cuco-terrestre-de-bico-vermelho | Camboja, Laos, Tailândia, e Vietnã |
|        | Carpococcyx radiceus | Cuco-terrestre-de-bornéu        | Brunei, Malásia e Indonésia        |
|        | Carpococcyx viridis  | Cuco-terrestre-de-sumatra       | Sumatra                            |